# Yang Li (créateur de mode)
Pour les articles homonymes, voir Yang Li.
Yang Li, né en 1988 à Pékin en Chine, est un créateur de prêt-à-porter.